# Yasuyoshi Nara
Yasuyoshi Nara (奈良 安剛 Nara Yasuyoshi?), född 12 december 1982 i Kanagawa prefektur, är en japansk före detta fotbollsspelare.
Nara började sin karriär 2001 i Consadole Sapporo. Efter Consadole Sapporo spelade han för Thespa Kusatsu, FC Horikoshi, Rosso Kumamoto, Matsumoto Yamaga FC och Zweigen Kanazawa. Han avslutade karriären 2008.